# Cadastro Nacional de Unidades de Conservação
O Cadastro Nacional de Unidades de Conservação (abreviado CNUC) é um sistema de dados das áreas de preservação no Brasil lançado em 2009, ligado ao Sistema Nacional de Unidades de Conservação da Natureza (SNUC) brasileiro e, mantido pelo Ministério do Meio Ambiente e Mudança do Clima administrados pelo governo e particular, com a colaboração dos órgãos federal, estaduais e, municipais. Em setembro de 2020 havia 2 487 unidades de conservação registradas neste cadastro.
A criação do CNUC está prevista na lei que instituiu o SNUC (lei 9.985, de 18 de julho de 2000). No artigo 50 da referida lei, fica estabelecido que "O Ministério do Meio Ambiente organizará e manterá um Cadastro Nacional de Unidades de Conservação, com a colaboração do Ibama e dos órgãos estaduais e municipais competentes." Graças ao CNUC, é possível monitorar o estado de implementação do SNUC, mesmo havendo a instituição de unidades de conservação pelas três esferas de governo e por particulares que tenham instituído Reservas Particulares de Patrimônio Natural (RPPN). A integração de dados no CNUC facilita acesso a políticas públicas que englobam UCs, bem como apoios, assessorias técnicas e disponibilização de ferramentas de gestão para conservação ambiental. Dentre os dados padronizados estão a situação fundiária, recursos hídricos, clima, solos, aspectos sociais e antropológicos, entre outros.
Os procedimentos para inserção de dados e manutenção do CNUC estão previstos na portaria GM/MMA 296, de 12 de dezembro de 2022. De acordo com a portaria, as informações fornecidas pelos gestores das unidades de conservação são analisadas pelo Departamento de Áreas Protegidas, do IBAMA, que após verificar a consistência dos dados, aprova a inclusão da unidade no CNUC.
Historicamente o termo áreas protegidas é aplicado a todo e qualquer espaço que beneficia de algum tipo de proteção preocupada com a natureza, desde pelo menos a segunda metade do século XX esforços tem sido feitos com o objetivo de elaborar um conceito de área protegida que inclui outras características básicas. A definição de área protegida aceita internacionalmente nos meios científicos e políticos foi elaborada pela União Internacional para a Conservação da Natureza (UICN) e, é usado na Base de dados Mundial de áreas protegidas: "Uma área protegida é um espaço geográfico claramente definido, reconhecido, dedicado e gerido, através de meios legais ou outros igualmente eficazes, com o objetivo de garantir a conservação a longo prazo da natureza, juntamente com os serviços ecossistêmicos e os valores culturais associados."

## Características
O sistema apresenta as características: geográficas, gerenciais, de georreferenciamento e, os contatos dos órgãos gestores. Onde a sociedade acompanha os resultados das ações governamentais de conservação da natureza e da diversidade biológica no país. A Unidade de Conservação (UC) cadastrada no CNUC tem acesso às políticas públicas relacionadas: compensação ambiental; ICMS Ecológico e; projetos.
CNUC permite consultas e criação de relatórios parametrizados com uso de filtros como: categoria de manejo, esfera administrativa, estado, município, órgão gestor, projeto, reconhecimento internacional, bioma e, nome da UC.

## Sistema Nacional
O Sistema Nacional de Unidades de Conservação da Natureza objetiva a conservação da natureza no Brasil e, fornece mecanismos legais ao governo (federal, estadual e municipal e à iniciativa privada) :
- contribuir para a manutenção da diversidade biológica e dos recursos genéticos no território nacional e nas águas jurisdicionais;
- proteger as espécies ameaçadas de extinção no âmbito regional e nacional;
- contribuir para a preservação e a restauração da diversidade de ecossistemas naturais;
- promover o desenvolvimento sustentável a partir dos recursos naturais;
- promover a utilização dos princípios e práticas de conservação da natureza no processo de desenvolvimento;
- proteger paisagens naturais e pouco alteradas de notável beleza cênica;
- proteger as características de natureza geológica, geomorfológica, espeleológica, paleontológica e cultural;
- proteger e recuperar recursos hídricos e edáficos;
- recuperar ou restaurar ecossistemas degradados;
- proporcionar meios e incentivos para atividades de pesquisa científica, estudos e monitoramento ambiental;
- valorizar econômica e socialmente a diversidade biológica;
- favorecer condições e promover a educação e interpretação ambiental, a recreação em contato com a natureza e o turismo ecológico;
- proteger os recursos naturais necessários à subsistência de populações tradicionais, respeitando e valorizando seu conhecimento e sua cultura e promovendo-as social e economicamente.